# Wickenrode

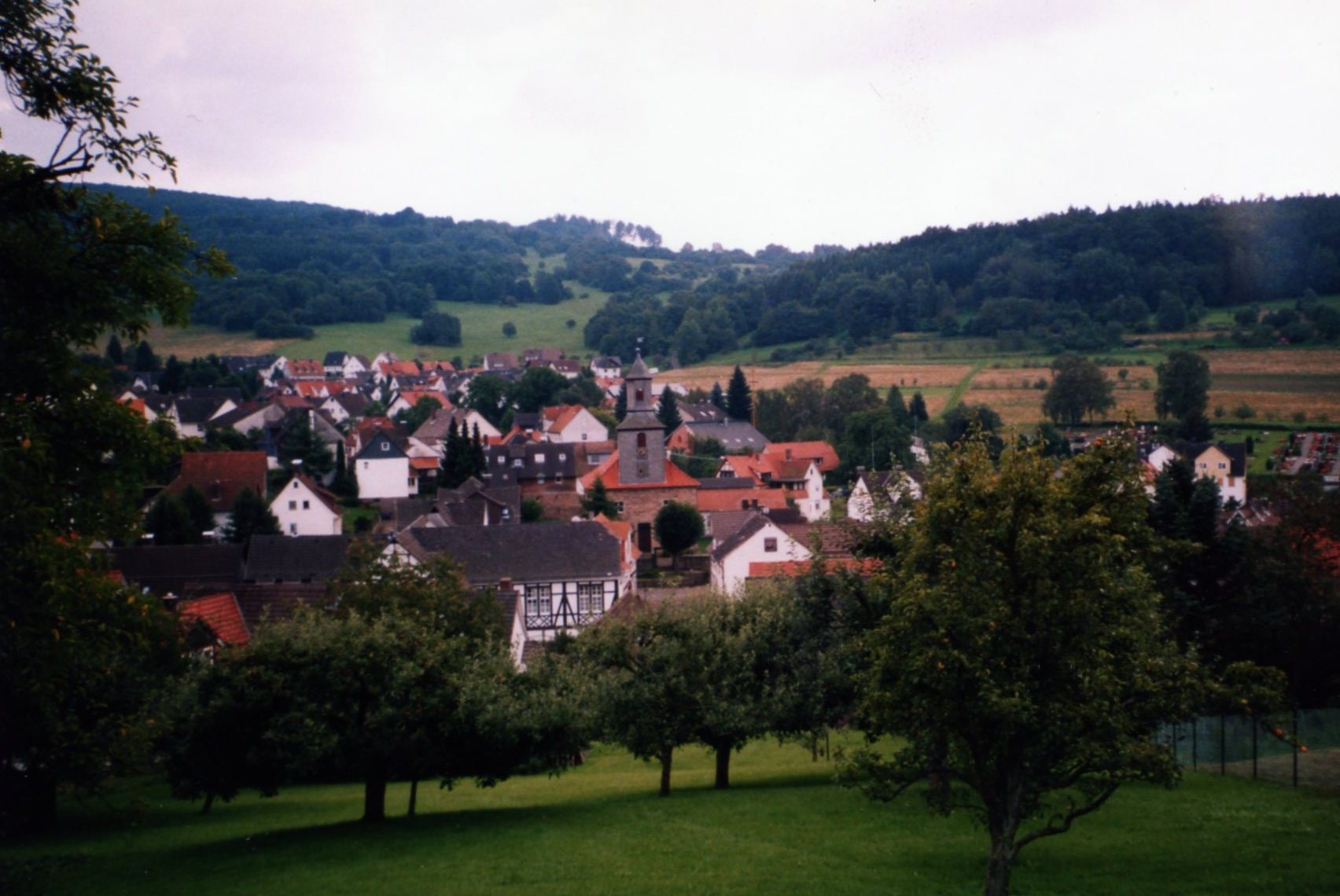
Blick auf die Wickenröder Kirche

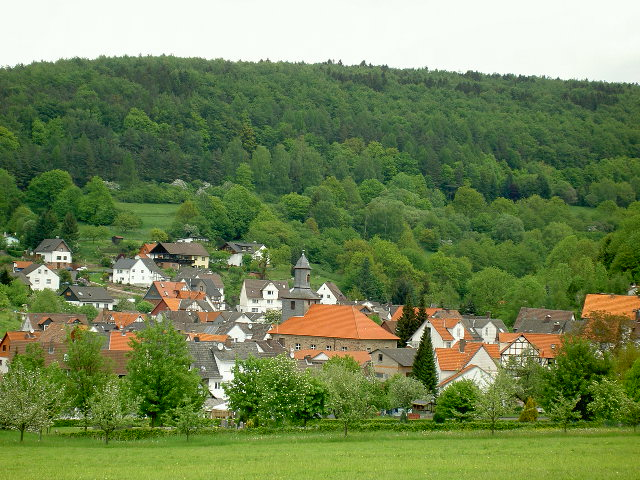
Blick auf Wickenrode

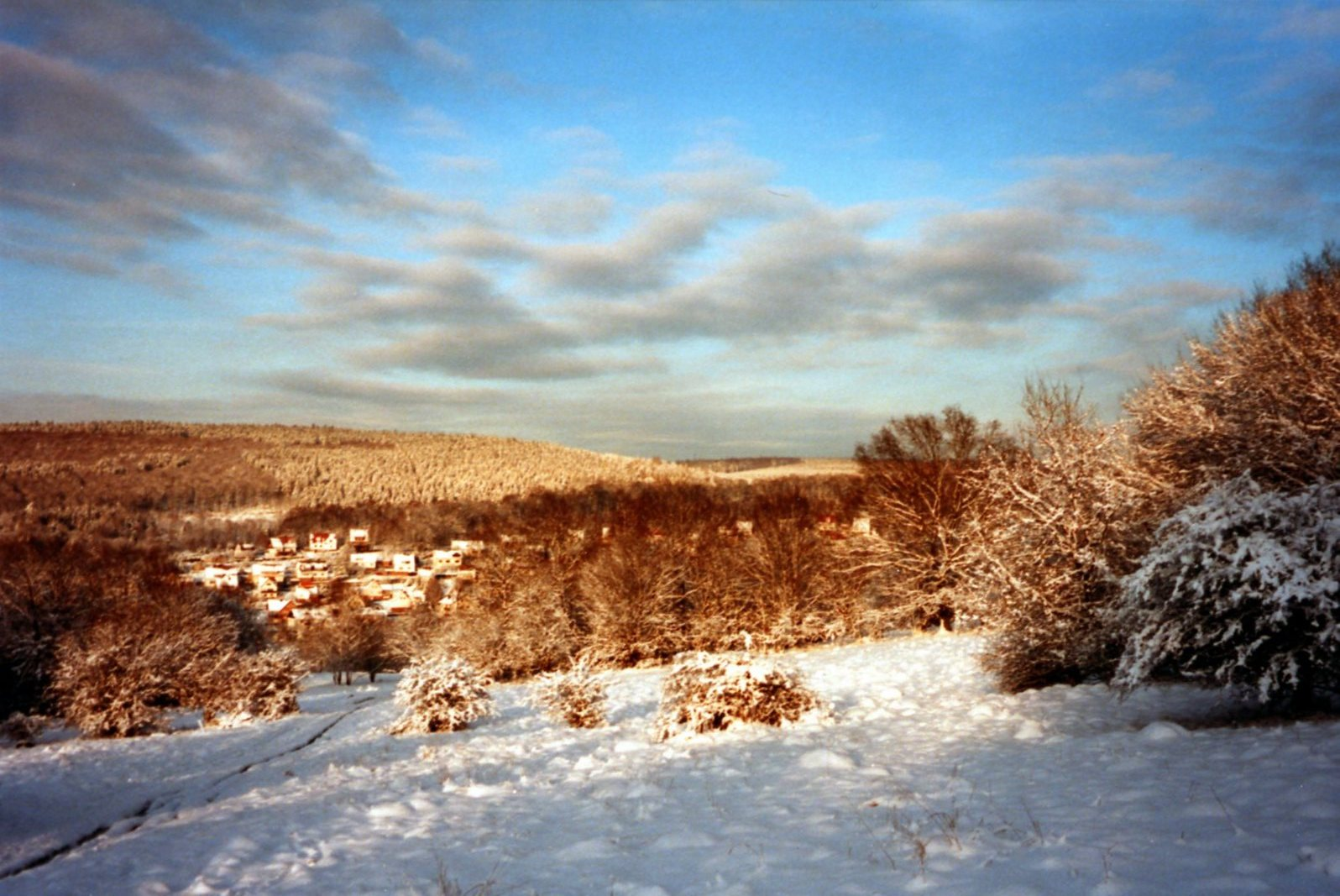
Wickenrode im Winter vom Hirschberg aus gesehen

Wickenrode ist ein Ortsteil der Gemeinde Helsa im Landkreis Kassel.

## Geographische Lage
Wickenrode liegt etwa drei Kilometer (Luftlinie) östlich des Kernorts von Helsa im Geo-Naturpark Frau-Holle-Land (Werratal.Meißner.Kaufunger Wald). Es befindet sich im Kaufunger Wald nordwestlich der Kuppe des Hirschbergs (643,4 m ü. NHN) auf etwa 335 bis 440 m Höhe und wird von der Wedemann durchflossen. Hindurch führt die von Helsa kommende und weiter nach Großalmerode (Werra-Meißner-Kreis) verlaufende Bundesstraße 451.

## Geschichte
Erstmalige Erwähnung findet Wickenrode 1293 in einer Schenkungsurkunde, ausgestellt durch den Ritter Burghardus Cygenberc. Aus der Urkunde geht hervor, dass die Ritter von Zierenberg Wickenrode schon lange als Lehen des Klosters Kaufungen besaßen. Es folgen weitere urkundliche Erwähnung in den Jahren 1296, 1322, 1338, 1353, 1390, 1432 und 1433 in denen stets auf die Landwirtschaft Bezug genommen wird. In diesen Urkunden werden verschiedenen Schreibweisen für den Ort benutzt: Wigkenrode, Wickenrade, Wickinrode, Wiekenrade.
Belegt seit dem 16. Jahrhundert bis Anfang bzw. Mitte des 19. Jahrhunderts war Wickenrode ein Zentrum für die Herstellung von Glas (mit Großalmeroder Hafenton) und von Alaun, das u. a. beim Färben von Stoff benutzt wurde. In der Zeit zwischen 1840 und 1880 stand in Wickenrode eines der größten Chemie-Werke Deutschlands mit etwa 300 Beschäftigten. Der bekannte Chemiker Ludwig Mond hatte dort eines seiner ersten Patente entwickelt.
Am 1. Dezember 1970 fusionierten im Zuge der Gebietsreform in Hessen die Gemeinden Helsa und Wickenrode freiwillig zur Gemeinde Helsa-Wickenrode. Mit dem Zusammenschluss wechselte Wickenrode vom Landkreis Witzenhausen in den Landkreis Kassel. Bereits am 1. August 1972 wurde die Gemeinde Helsa-Wickenrode kraft Landesgesetz zusammen mit Eschenstruth und St. Ottilien in die neu gegründete heutige Gemeinde Helsa eingegliedert.

## Kultur

### Sage
Von der den meisten lediglich als Märchenfigur der Brüder Grimm bekannten Frau Holle wird im Zusammenhang mit Wickenrode folgendes berichtet:
Am Tag des Nikolaus komme sie aus ihrem Berg (Hoher Meißner), um notleidenden Menschen zu helfen. So wie dem Wickenröder Essias Gunkel, welchem sie die Braunkohle des Hirschberges gezeigt haben soll.
Eine andere Sage berichtet, sie komme am 1. Mai zum Hirschberg und schaue ins Fuldatal. An einem solchen Tag soll sie der Sage nach die Tochter eines Glasmachers vom Bann einer bösen Hexe befreit haben.
Eine strafende Frau Holle wird in der Sage vom Honighof beschrieben. Da auf einem Hof am Sandberg alles so gut gedieh, wurde er von den Wickenrödern „Honighof“ genannt. Der Bauer des Hofes wie auch seine Söhne seien allerdings hochmütig und geizig gewesen und deren Tod bei einem Brand, bei dem der Hof (ausgelöst durch einen Blitzeinschlag) vollständig zerstört wurde, wird Frau Holle zugeschrieben. Einzig die gutmütige und barmherzige Tochter des Bauern wurde verschont und fortan mit Glück gesegnet. Die Stelle, an dem der Hof gestanden haben soll, hat seinen Namen bei den Einheimischen behalten.

### Vereine
Mandolinen- und Gitarrenverein 1923 Wickenrode e. V.
Zupfmusik hat in Wickenrode eine lange Tradition. 1923 wurde in der Zeit der Wandervogelbewegung der Mandolinen- und Gitarrenverein mit dem Ziel gegründet „die Zupfmusik zu erhalten, zu pflegen und zu fördern“. Im Verein musizieren heute rund 90 Gitarren- und Mandolinenspieler in 3 Orchestern. Der Verein betreibt eine sehr engagierte Jugend- und Nachwuchsarbeit und kann zahlreiche Erfolge verzeichnen. Das Hauptorchester belegte beim Hessischen Orchesterwettbewerb 1995 den zweiten Platz, wurde 1999 Sieger und nahm 2000 mit gutem Erfolg beim Deutschen Orchesterwettbewerb in Karlsruhe teil. Beim Wettbewerb „Jugend musiziert“ wurden auf Landes- und Bundesebene durch Jugendspieler des Vereins mehrere Preise erzielt.
Das Hauptorchester wurde 2016 beim Deutschen Orchesterwettbewerb in Ulm Dritter (1. Preis). Zuvor gewann das Orchester 2015 den Hessischen Orchesterwettbewerb.

## Partnerschaften
Seit 1972 besteht eine Partnerschaft der Gemeinde Helsa mit Trébes (Frankreich), die auf erste Kontakte von Wickenröder Bürgern mit den Franzosen zurückgeht.

## Söhne und Töchter des Ortes
- Christian Gottfried Vaupel (1762–1824), deutscher Ökonomieinspektor und Abgeordneter